# Tarzetta
Tarzetta är ett släkte av svampar. Tarzetta ingår i familjen Pyronemataceae, ordningen Pezizales, klassen Pezizomycetes, divisionen Ascomycota och riket Fungi.

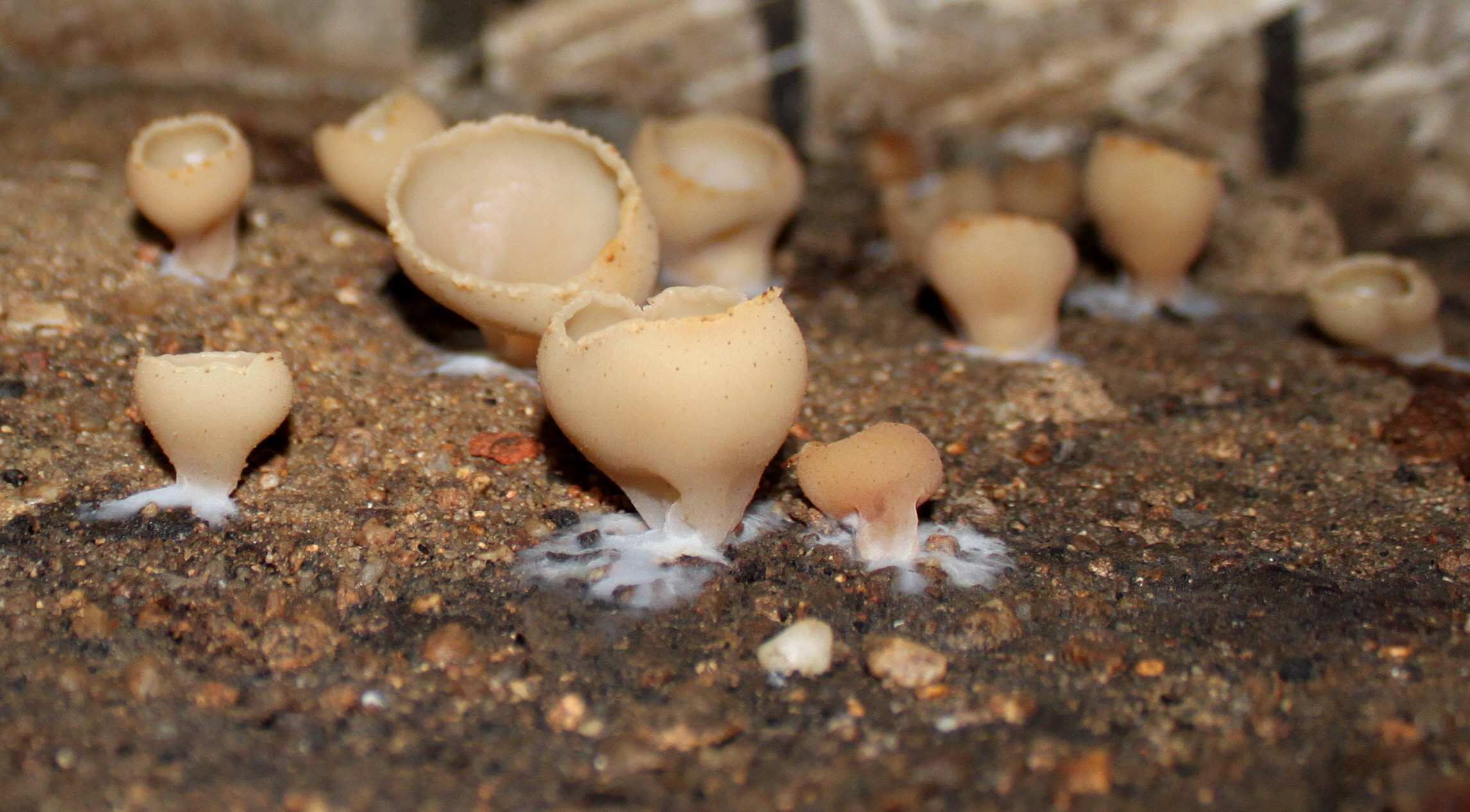
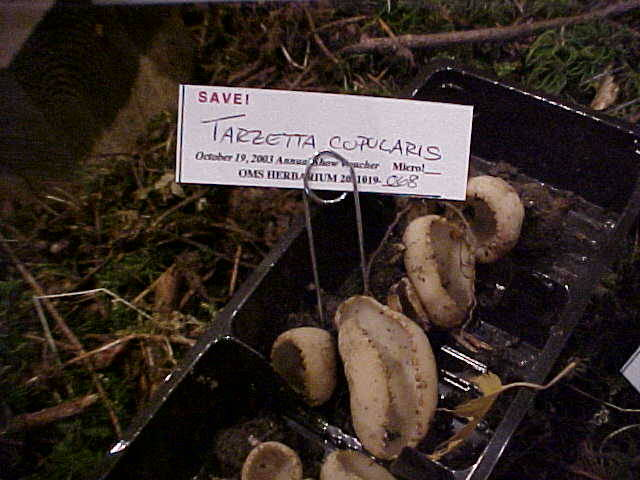